# Frisk & Fri
Frisk & Fri – Riksföreningen mot ätstörningar är en svensk ideell förening med syfte att stötta människor drabbade av ätstörningar och deras anhöriga. Föreningen bildades 1983 och hette före 2013 Riksföreningen Anorexi/Bulimi-Kontakt.
Föreningen arbetar förutom stöttande även förebyggande mot ätstörningar, och föreningen syftar också till att verka för en bättre vård vid ätstörningar, bland annat genom medlemskap i nätverket NSPH (Nationell Samverkan för Psykisk Hälsa). 
Föreningen har ett antal lokalavdelningar. År 2013 fanns 16 lokalavdelningar. 2021 fanns 11 lokalavdelningar.

## Historia
Föreningen bildades 1983 i Stockholm med syfte att försöka fylla ett behov som tycktes saknas i samhället för människor drabbade av ätstörningar.
År 2003 blev Anorexi/Bulimi-Kontakt en riksförening med 90-konto. Verksamheten finansieras huvudsakligen genom bidrag och sponsringar, men fick 2010 projektpengar från Svenska Postkodlotteriet för att på bredare front genomföra sitt förebyggande arbete.
Föreningen har samarbetat med Dove genom Doves fond för självkänsla. 

## Media
Under 2007 gjorde föreningen reklamfilmen "Spegeln" i samarbete med reklambyrån TCB, Grey och Hobbyfilm. "Spegeln" visades på MTV och spreds sedan internationellt via Youtube och vann folkets pris på Roygalan.